# David Edward Hughes
David Edward Hughes (Londres, 16 de maio de 1831 – Londres, 22 de janeiro de 1900) foi um industrial, músico e inventor estadunidense nascido britânico.

## Vida e obra
Filho de David Hughes, que imigrou com a família para os Estados Unidos, estabelecendo-se na Virgínia. Estudou música e ciências naturais. Em 1850 trabalhou como educador de música, física e mecânica em Kentucky. Paralelamente dedicou-se a estudos técnicos. Construiu em 1855 um telégrafo com impressora, que ao contrário do telégrafo em código Morse imprimia a mensagem transmitida em tiras de papel.
Em 1857 retornou ao Reino Unido, estabelecendo-se na Inglaterra.
Em 1865 fez experimentos com um telefone importado do físico alemão Philipp Reis, aparelho este sendo o primeiro a transmitir o som mediante eletricidade.
Aprimorou o microfone em 1878, melhorando experimentos de Thomas Edison e Emil Berliner.
Faleceu com 68 anos de idade na 40 Langham Street, em Londres. Foi sepultado no cemitério de Highgate.

## Condecorações
Em 1880 foi eleito membro da Royal Society, recebendo em 1885 a Medalha Real.